# Велика мечеть Ан-Нурі

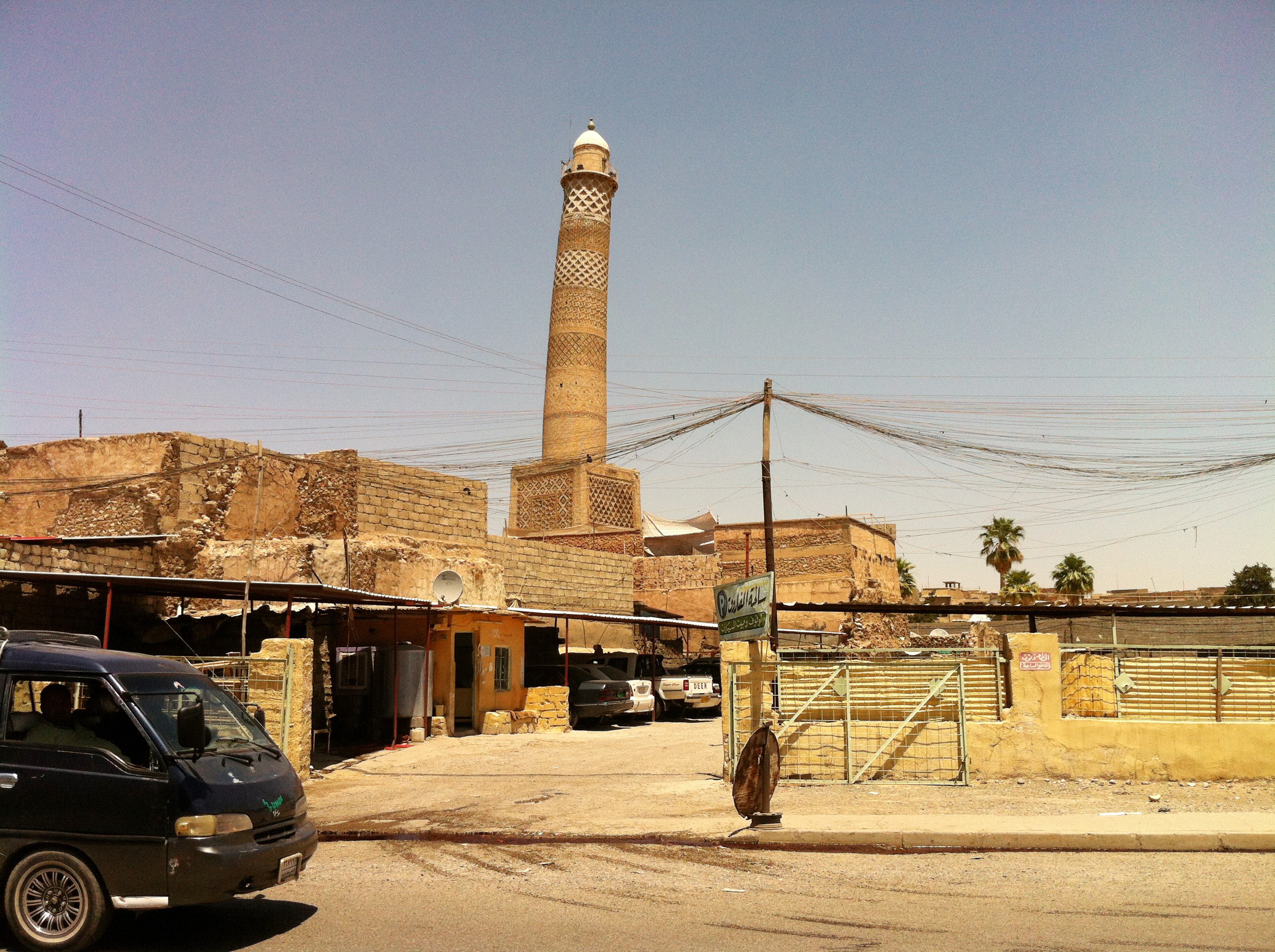
Мінарет, 2013

Велика мечеть Ан-Нурі (араб. جامع النوري) — одна з історичних мечетей Іраку, знаходилась у місті Мосул на правому (західному) березі річки Тигр.

## Історія
Вважається, що Нур ад-Дін, турецький атабек Сельджуцької імперії і султан Сирійської провінції, побудував мечеть у 1172—1173 роках, незадовго до своєї смерті. Була другою мечеттю Мосула після мечеті Омеядів. Кілька разів перебудовувалася (останній раз — в 1944).
В мечеті в 2014 лідер «Ісламської держави» Абу Бакр аль-Багдаді проголосив «всесвітній халіфат».
21 червня 2017 мечеть та її мінарет були підірвані бойовиками ІД в ході битви за Мосул. 29 червня Збройні сили Іраку встановили контроль над рештками споруди.

## Мінарет
Мечеть була добре знаною завдяки своєму похилому мінарету, відомому як al-Hadba’ («горбань»). Граттан Гері, мандрівник 19-го сторіччя, описав мінарет так:
Він декілька футів поза перпендикуляром, хоча від землі він починається рівно, і на верхівці, перед галереєю і банею, він знов набуває прямої постави. Його позиція як у людини, що кланяється.
Відповідно до місцевих традицій (які повністю ігнорують хронологію), мінарет став похилим коли пророк Магомет промайнув над ним по дорозі до раю.